# مریم جرج
مریم جرج (به انگلیسی: Meriam George) (زاده ۱۹۸۷ میلادی در قاهره مصر)، مانکن اهل مصر و دارنده عنوان ملکه زیبایی مصر در سال ۲۰۰۵ میلادی است. وی به عنوان نماینده مصر در مسابقات دوشیزه جهان، دوشیزه بین‌قاره‌ای و دوشیزه زمین در سال ۲۰۰۵ میلادی شرکت کرد.
مریم جورج یک ارتدکس قبطی است.